# Ville Vallgren

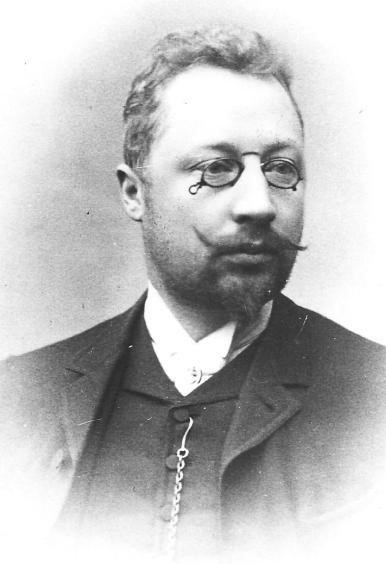
Carl Wilhelm Vallgren

Carl Wilhelm Vallgren (* 15. Dezember 1855 in Borgå, Großfürstentum Finnland; † 13. Oktober 1940 in Helsingfors) war ein finnischer Bildhauer.

## Leben
Nach einem Architekturstudium in Helsinki zog Vallgren 1878 nach Paris, wo er sich an der École nationale supérieure des Beaux-Arts einschrieb und bei Pierre-Jules Cavelier (1814–1894) studierte.
Zu seinen bedeutendsten Werken zählt die Havis Amanda in Helsinki.
Vallgren war seit seiner Kindheit ein enger Freund des Künstlers Albert Edelfelt. Ein Teil unseres Wissens über Edelfelt stammt von Vallgren, der vom Kunsthistoriker Bertel Hintze für dessen Biographie über Edelfelt interviewt wurde.